# گنادی کریوچکین
گنادی کریوچکین (انگلیسی: Gennadi Kryuçkin؛ زادهٔ ۲۲ اکتبر ۱۹۵۸) قایقران روئینگ اهل اتحاد جماهیر شوروی سوسیالیستی است.